# حلقه عجیب

دست‌های نقاش، اثر موریس اشر

حلقه عجیب وقتی ایجاد می‌شود که انتهای حلقه به ابتدای حلقه می‌رسد به طوری که با سر و ته کردن تصویر همان شکل دیده شود.
مفهوم حلقه عجیب به طور گسترده‌ای توسط داگلاس هافستادر مورد بحث و بررسی قرار گرفته است.